# Tell Me Tomorrow
 (janvier 2013).
Si vous disposez d'ouvrages ou d'articles de référence ou si vous connaissez des sites web de qualité traitant du thème abordé ici, merci de compléter l'article en donnant les références utiles à sa vérifiabilité et en les liant à la section « Notes et références ».
Albums de Angela Bofill
Let Me Be the One
(1984) Intuition
(1988)
Singles
I Don't Wanna Come Down (From Love) / Midnight Shine (10 février 1986)
Tell Me Tomorrow est le septième album de Angela Bofill, sorti en 1985 sur le label Arista Records. Ce fut son dernier album sur ce label, avant qu’elle ne prenne une pause de trois ans et qu’elle rejoigne le label Capitol Records.

## Liste des titres
1. Generate Love
2. Tell Me Tomorrow
3. Midnight Shine
4. I Don't Wanna Come Down (From Love)
5. First Time
6. This Change of Yours
7. Still in Love
8. Woman's Intuition
9. (If You Wanna Love Me) You're On